# Kolem Flander 2025
109. ročník jednodenního cyklistického závodu Kolem Flander se konal 6. dubna 2025 v Belgii.
Vítězem se stal Slovinec Tadej Pogačar z týmu UAE Team Emirates XRG. Na druhém a třetím místě se umístili Dán Mads Pedersen (Lidl–Trek) a Nizozemec Mathieu van der Poel (Alpecin–Deceuninck).
Závod byl součástí UCI World Tour 2025 na úrovni 1.UWT a byl čtrnáctým závodem tohoto seriálu.

## Týmy
Závodu se zúčastnilo všech 18 UCI WorldTeamů a 7 UCI ProTeamů.
UCI WorldTeamy
- Alpecin–Deceuninck
- Arkéa–B&B Hotels
- Cofidis
- Decathlon–AG2R La Mondiale
- EF Education–EasyPost
- Groupama–FDJ
- Ineos Grenadiers
- Intermarché–Wanty
- Lidl–Trek
- Movistar Team
- Red Bull–Bora–Hansgrohe
- Soudal–Quick-Step
- Team Bahrain Victorious
- Team Jayco–AlUla
- Team Picnic PostNL
- UAE Team Emirates XRG
- Visma–Lease a Bike
- XDS Astana Team

UCI ProTeamy
- Israel–Premier Tech
- Lotto
- Q36.5 Pro Cycling Team
- Team Flanders–Baloise
- Tudor Pro Cycling Team
- Uno-X Mobility
- Wagner Bazin WB

## Výsledky
| Pořadí | Jezdec                     | Tým                   | Čas        |
| ------ | -------------------------- | --------------------- | ---------- |
| 1      | Tadej Pogačar (SLO)        | UAE Team Emirates XRG | 5h 58' 41" |
| 2      | Mads Pedersen (DEN)        | Lidl–Trek             | + 1' 01"   |
| 3      | Mathieu van der Poel (NED) | Alpecin–Deceuninck    | + 1' 01"   |
| 4      | Wout van Aert (BEL)        | Visma–Lease a Bike    | + 1' 01"   |
| 5      | Jasper Stuyven (BEL)       | Lidl–Trek             | + 1' 04"   |
| 6      | Tiesj Benoot (BEL)         | Visma–Lease a Bike    | + 1' 51"   |
| 7      | Stefan Küng (SUI)          | Groupama–FDJ          | + 1' 53"   |
| 8      | Filippo Ganna (ITA)        | Ineos Grenadiers      | + 2' 19"   |
| 9      | Iván García Cortina (ESP)  | Movistar Team         | + 2' 19"   |
| 10     | Davide Ballerini (ITA)     | XDS Astana Team       | + 2' 19"   |